# Poemas homéricos
Poemas homéricos son los poemas atribuidos a Homero. La crítica ha ido revisando la autoría de cada uno de ellos, llegando a diferentes conclusiones, tanto sobre la imposibilidad de que todos ellos fueran obra del mismo poeta (incluso de que cada uno de ellos por separado sea obra de un solo autor) como la imposibilidad de que pertenezcan a una misma época (anterior o posterior al siglo VIII a. C. -véase Homero#Datación-). Estas cuestiones siguen siendo polémicas, al igual que sigue siendo debatida la propia historicidad del personaje (cuestión homérica).